# Scythris tergestinella
Scythris tergestinella is een vlinder uit de familie dikkopmotten (Scythrididae). De wetenschappelijke naam is voor het eerst geldig gepubliceerd in 1855 door Zeller.
De soort komt voor in Europa.